# Sune Karlsson (speedwayförare)
Sune Wiktor Karlsson, även kallad Sune "Maximum" Karlsson, född 7 oktober 1923 i Solna, Stockholm, död 21 juni 2006 på Värmdö, var en svensk speedwayförare. Karlsson körde för Getingarna under elva säsonger på slutet av 1940-talet och under 1950-talet. Under sin tid i Getingarna samlade han totalt ihop 1265½ poäng under 110 matcher vilket placerar honom på 6:e plats i Getingarnas poängliga.

## Historia
Sune Karlsson kom på andra plats i SM år 1949. Han deltog sedan i VM i England år 1950 tillsammans med Olle Nygren, Bertil Carlsson, Eskil Carlsson, Linus Eriksson, och Stig Pramberg. Han blev svensk mästare 1952 tillsammans med bland andra Bosse Andersson, Åke ”Lapp-linkan” Lindqvist och ”Jojje” Andersson. Samma år deltog Karlsson i kvalet för individuella världsmästerskapen och hamnade på plats 33 och deltog därför inte i finalen. Han hade även en roll i filmen Farlig kurva under året. År 1954 deltog han även i Kontinentalfinalen inför 12 000 åskadare, vilket är publikrekord på dåvarande motorstadion i Ryd, och kom på tredje placering efter vinnaren Ove Fundin och tvåan Rune Sörmander och tog sig därmed vidare till VM-final. Karlsson exporterade sig även till England för att köra i engelska ligalag bland annat i New cross rangers under åren 1952-1953.